# Atractus loveridgei
Atractus loveridgei är en ormart som beskrevs av Amaral 1930. Atractus loveridgei ingår i släktet Atractus och familjen snokar. Inga underarter finns listade.
Arten förekommer i norra Colombia i departementet Antioquía. Honor lägger ägg. Artepitet i det vetenskapliga namnet hedrar dem amerikanska zoologen Arthur Loveridge.